# Usia
Usia is een vliegengeslacht uit de familie van de wolzwevers (Bombyliidae). De wetenschappelijke naam van het geslacht werd voor het eerst geldig gepubliceerd in 1802 door Latreille.

## Soorten
De volgende soorten zijn bij het geslacht ingedeeld:
- Usia martini François, 1969
- Ondergeslacht Micrusia Evenhuis, 1990
  - Usia biconvexa Gibbs, 2011
  - Usia carmelitensis Becker, 1906
  - Usia crispa Gibbs, 2011
  - Usia cryptocrispa Gibbs, 2011
  - Usia dahli Gibbs, 2011
  - Usia dilsi Gibbs, 2011
  - Usia echinus Gibbs, 2011
  - Usia engeli Paramonov, 1950
  - Usia falcata Gibbs, 2011
  - Usia forcipata Brullé, 1833
  - Usia globicauda Gibbs, 2011
  - Usia hyalipennis Macquart, 1840
  - Usia ignorata Becker, 1906
  - Usia novakii Strobl, 1902
  - Usia paracrispa Gibbs, 2011
  - Usia pusilla Meigen, 1820
  - Usia susanae Gibbs, 2011
  - Usia syriaca Paramonov, 1950
  - Usia theodori Gibbs, 2011
  - Usia turaco Gibbs, 2011
- Usia versicolor (Fabricius, 1787)
- Usia anatoliensis Gibbs, 2014
- Usia annetteae Gibbs. 2014
- Usia bicolor Macquart, 1855
- Usia calva Loew, 1869
- Usia crinipes Becker, 1906
- Usia greatheadi Gibbs, 2014
- Usia lata Loew, 1846
- Usia manca Loew, 1846
- Usia putilla Becker, 1906
- Usia transcaspica Paramonov, 1950
- Usia accola Becker, 1906
- Usia atrata (Fabricius, 1798)
- Usia maghrebensis Gibbs, 2014
- Usia cornigera Gibbs, 2014
- Usia florea (Fabricius, 1794)
- Usia vestita Macquart, 1846
- Usia aenea (Rossi, 1794)
- Usia aeneoides Paramonov, 1950
- Usia similis Paramonov, 1950
- Usia pubera Strobl, 1906
- Usia notata Loew, 1873
- Usia angustifrons Becker, 1906
- Usia incognita Paramonov, 1950
- Usia unicolor Loew, 1873
- Usia arida Báez, 1982
- † Usia atra Statz, 1940[1]
- Usia claripennis Macquart, 1840
- Usia deserticola Efflatoun, 1945
- Usia efflatouni Venturi, 1948
- Usia elbae Efflatoun, 1945
- Usia flavipes Efflatoun, 1945
- Usia grisea Efflatoun, 1945
- Usia inornata Engel, 1932
- Usia marginata Brunetti, 1909
- Usia minuscula Efflatoun, 1945
- Usia parvula Efflatoun, 1945
- Usia tewfiki Efflatoun, 1945
- Usia vagans Becker, 1906
- Usia xizangensis Yang & Yang, 1994
- Usia aurata (Fabricius, 1794)

### Synoniemen
- Usia pallescens Becker, 1906 =[2] Usia ignorata Becker, 1906
- Usia sicula Egger, 1859 = Usia manca Loew, 1846
- Usia anus Becker, 1906 = Usia atrata (Fabricius, 1798)
- Usia vicina Macquart, 1841 =[3] Usia aenea Rossi, 1794
- Usia striata Baez, 1982 =  Parageron striatus (Baez, 1982)
- Usia erythraea Greathead, 1967 = Parageron erythraeus (Greathead, 1967)
- Usia grata Loew in Rosenhauer, 1856 = Parageron gratus (Loew, 1856)
- Usia incisa Wiedemann, 1830 = Parageron incisus (Wiedemann, 1830)
- Usia loewi Becker, 1906 = Parageron loewi (Becker, 1906)
- Usia lutescens Bezzi, 1925 = Parageron lutescens (Bezzi, 1925)
- Usia major Macquart, 1840 = Parageron major (Macquart, 1840)
- Usia punctipennis Loew, 1846 = Parageron punctipennis (Loew, 1846)
- Usia cuprea Macquart, 1834 = Usia florea Fabricius, 1794
- Usia gagathea Bigot, 1892 = Usia florea Fabricius, 1794
- Usia taeniolata Costa, 1883 = Usia aurata (Fabricius, 1794)
- Usia sedophila Brunetti, 1909 =  Apolysis sedophila (Brunetti, 1909)
- Usia ornata Engel, 1932 = Apolysis ornata (Engel, 1932)
- Usia tomentosa Engel, 1932 = Apolysis ornata (Engel, 1932)